# Kneževo (Brus)
Kneževo (em cirílico: Кнежево) é uma vila da Sérvia localizada no município de Brus, pertencente ao distrito de Rasina. A sua população era de 40 habitantes segundo o censo de 2011.

## Demografia
| 1948 | 1953 | 1961 | 1971 | 1981 | 1991 | 2002 | 2011 |
| ---- | ---- | ---- | ---- | ---- | ---- | ---- | ---- |
| 118  | 141  | 143  | 137  | 101  | 73   | 60   | 40   |